# Carausius theiseni
Carausius theiseni är en insektsart som beskrevs av Cappe de Baillon, Favrelle och Vichet 1934. Carausius theiseni ingår i släktet Carausius och familjen Phasmatidae. Inga underarter finns listade.